# Musikschule (Frankenthal)

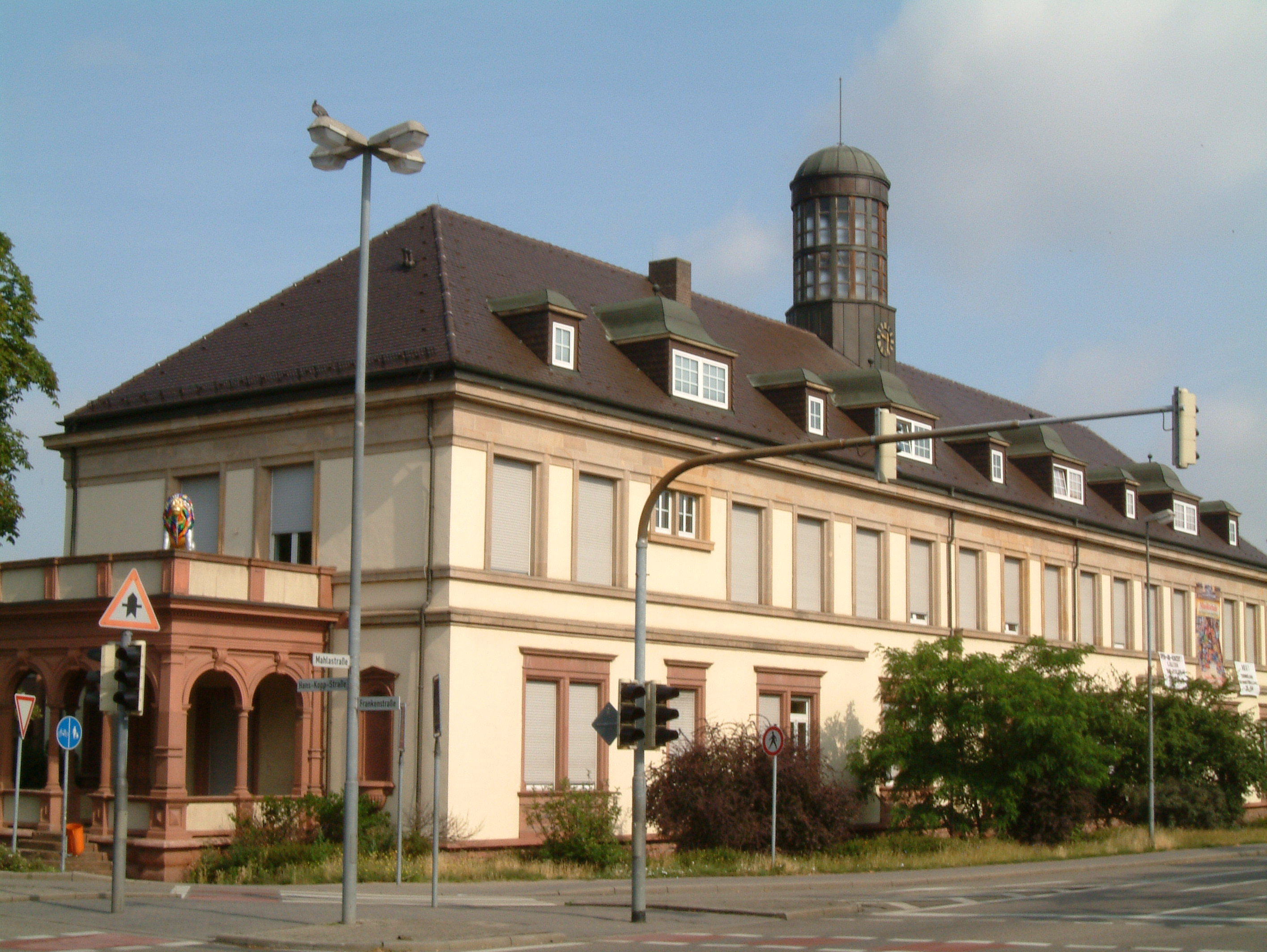
Ehemals Zuckerfabrik, heute Musikschule

Die städtische Musikschule am Stephan-Cosacchi-Platz 1 in der pfälzischen Stadt Frankenthal (Rheinland-Pfalz) befindet sich im ehemaligen Verwaltungsgebäude der Zuckerfabrik Frankenthal AG, das als Kulturdenkmal eingetragen ist.
Der ursprüngliche Neorenaissancebau wurde 1888 errichtet. Seine Loggia wurde 1910/11 ebenso wie die Erweiterung zum langgestreckten Walmdachbau mit aufwändigem Portalvorbau durch den Architekten Hermann Billing aus Karlsruhe entworfen.
Außer der Musikschule befinden sich in dem Gebäude auch Unterrichtsräume der Volkshochschule.
Der Platz, an dem die Musikschule steht, ist nach dem ehemaligen Sprach- und Musikwissenschaftler Stephan Cosacchi benannt, der von 1959 bis zu seinem Tod 1986 in Frankenthal wirkte.